# Duben 2007
1. dubna – neděle
 Čtyři dny trvající těžké boje v Mogadišu, vyvolané ofenzívou vládních a etiopských vojsk proti islamistickým a kmenovým vzbouřencům, si vyžádaly stovky obětí na životech. Dnes padl první člen mírových jednotek Africké unie, tvořených zatím pouze ugandskými vojáky. Od března z města uprchlo již kolem 100 000 obyvatel.
2. dubna – pondělí
 Pobřeží Šalomounových ostrovů zasáhla ničivá vlna tsunami, vyvolaná podmořským zemětřesením o síle 7,6 až 8,1 stupňů Richterovy škály. Nejméně 28 lidí zahynulo, další se pohřešují.
 Ukrajinský prezident Viktor Juščenko rozpustil parlament. Termín předčasných parlamentních voleb byl stanoven na 27. května. Parlament, kde mají většinu příznivci Viktora Janukovyče, s rozpuštěním nesouhlasí a odmítl vydat peníze na uspořádání voleb.
 Česká vláda na svém mimořádném zasedání přijala návrh daňové a sociální reformy, která má zastavit zadlužování země. Mezi body návrhu jsou jednotná sazba daně z příjmu fyzických osob 15 % (počítaná ze mzdy včetně zdravotního a sociálního pojištění), omezení sociálních dávek (pastelkovné, pohřebné) nebo zavedení poplatků u lékaře. Nižší sazba DPH by měla být zvýšena z 5 na 9 %. Kabinet s přijetím tohoto návrhu spojil svoji existenci.
 Ve věku 84 let zemřel na srdeční selhání filmový a televizní režisér Ladislav Rychman (* 9. října 1922). Mezi jeho nejznámější filmy patří Jen ho nechte, ať se bojí, Hvězda padá vzhůru či Dáma na kolejích; proslavil se však hudebním filmem Starci na chmelu.
3. dubna – úterý
 Volební preference podle CVVM: ODS 34,5 %, ČSSD 29 %, KSČM 15 %, SZ 9 %, KDU-ČSL 9 %.
5. dubna – čtvrtek
 Patnáct britských námořníků, zadržovaných od 23. března v Íránu, bylo propuštěno a vrátili se do vlasti. Írán tvrdí, že při hlídce v iráckých vodách Perského zálivu vnikli do jeho vod, Británie to popírá. Propuštění předcházelo několikadenní vyjednávání a včerejší tisková konference, kde se s vojáky osobně rozloučil íránský prezident Ahmadínedžád.
7. dubna – sobota
 V 19:31 SELČ odstartovala z Bajkonuru v Kazachstánu do vesmíru ruská raketa Sojuz TMA-10, na jejíž palubě se vydal do kosmu již pátý vesmírný turista – 58letý americký miliardář maďarského původu Charles Simonyi. Kromě Simonyie k Mezinárodní vesmírné stanici ISS na oběžnou dráhu kolem Země odletěli i ruští kosmonauti Fjodor Jurčichin a Oleg Kotov.
11. dubna – středa
 Ve věku 60 let zemřel v Praze básník, prozaik, literární kritik a publicista Jiří Rulf (* 22. března 1947).
 Ve věku 84 let zemřel v New Yorku spisovatel Kurt Vonnegut (* 11. listopadu 1922).
13. dubna – pátek
 Ve věku 82 let zemřel v Praze flétnista, pedagog a publicista profesor Václav Žilka (* 19. září 1924).
14. dubna – sobota
 Ve věku 80 let zemřel v Praze bývalý československý premiér a někdejší komunistický funkcionář Ladislav Adamec (* 10. září 1926).
16. dubna – pondělí
 Na americkém Virginském polytechnickém institutu a státní univerzitě došlo k ozbrojenému útoku, při kterém zahynulo 32 osob a dalších 29 bylo zraněno. Více informací naleznete v článku → Masakr na Virginském polytechnickém institutu a státní univerzitě.
18. dubna – středa
 Nejvyšší soud USA zamítl poměrem 5:4 žalobu proti federálnímu zákonu zakazujícímu tzv. potrat částečným porodem (Partial-Birth Abortion Ban Act), který podle něj není protiústavní.
19. dubna – čtvrtek
 Rumunský parlament odsouhlasil odvolání prezidenta Traiana Baseska, kterého opozice obviňuje z porušování ústavy. Sesazení bude platné jen tehdy, potvrdí-li ho referendum. Prezident navzdory svým předchozím prohlášením odstoupit odmítl. Prozatímním prezidentem byl o den později jmenován předseda senátu Nicolae Vacaroiu.;21. dubna – sobota
 Novým senátorem za Chomutovsko se stal Václav Homolka z KSČM, když ve druhém kole porazil Jana Řeháka (ODS). Volby provázela rekordně nízká volební účast (9,7 %). Doplňovací volby byly vyhlášeny poté, co nezávislý senátor Petr Skála odstoupil ze zdravotních důvodů.
 V Johannesburgu byl zadržen český podnikatel Radovan Krejčíř, který kvůli obvinění z trestných činů uprchl v červnu 2005 na Seychely.
 V Nigérii proběhly prezidentské volby. Vítězem byl vyhlášen kandidát vládnoucí Lidové demokratické strany Umaru Yar'Adua, kterého si za svého nástupce vybral dosavadní prezident Obasanjo. Opozice žádá opakování voleb kvůli násilí a podvodům, výsledky zpochybnili rovněž místní i mezinárodní pozorovatelé. Násilnosti během těchto voleb a regionálních voleb před týdnem měly za následek desítky až stovky obětí.
 V Praze zemřela Jana Berdychová (*17. února 1909 Kojetín), zakladatelka a propagátorka cvičení rodičů s dětmi.
 Ruská kosmická loď Sojuz s americkým miliardářem maďarského původu Charlesem Simonyiem a dvěma astronauty na palubě se úspěšně vrátila Zem. V kazašské stepi přistála podle plánu krátce po 14:30 SELČ. Sojuz se od ISS odpojil pár minut po jedenácté hodině SELČ ve chvíli, kdy se orbitální stanice nacházela ve výšce přibližně 350 kilometrů nad povrchem Země. Kromě pátého vesmírného turisty Simonyie zpět na Zem z Mezinárodní vesmírné stanice ruská loď dopravila i dva dosavadní členy stálé posádky orbitální stanice – Rusa Michaila Ťurina a Američana Michaela Lopeze-Alegriu. Ty po sedmiměsíčním pobytu na oběžné dráze vystřídala dvojice ruských kosmonautů Fjodor Jurčichin a Oleg Kotov, kteří se do vesmíru z kazašského kosmodromu Bajkonur vydali 7. dubna spolu se Simonyiem a kteří na stanici zůstanou s třetí stálou členkou posádky Američankou Sunitou Williamsovou.;22. dubna – neděle
 První kolo prezidentských voleb ve Francii skončilo postupem favorita Nicolase Sarkozyho (UMP) a socialistické kandidátky Ségolène Royalové (PS). Středový kandidát, černý kůň těchto prezidentských voleb, François Bayrou (UDF) získal jen 18,55 % a do druhého kola tak nepostoupil. Veterán francouzské ultrapravice Jean-Marie Le Pen (FN) skončil s 10,51 % na čtvrtém místě. V druhém kole se tak utkají Royalová (25,83 %) se Sarkozym (31,11 %). Podle předvolebních průzkumů veřejného mínění však jediným kandidátem, schopným ohrozit Sarkozyho vítězství v druhém kole, byl právě vyřazený centrista François Bayrou.;23. dubna – pondělí
 Zemřel bývalý ruský prezident Boris Jelcin (* 1. února 1931). Informovala o tom ruská média s odvoláním na mluvčí Kremlu. Bylo mu 76 let. Jelcin byl prvním postsovětským prezidentem. V čele země nahradil v roce 1991 Michaila Gorbačova, po něm nastoupil v roce 1999 Vladimir Putin.
27. dubna – pátek
 Z centra Tallinnu byl estonskými úřady odstraněn (za účelem přemístění na vojenský hřbitov) pomník Rudé armády, která je Estonci vnímána jako okupační. V reakci na to ruská menšina vyvolala největší nepokoje v zemi od získání nezávislosti, které si za několik dní vyžádaly jednoho mrtvého a stovky zraněných. Rusko přemísťování pomníku ostře odsoudilo a pohrozilo sankcemi.
30. dubna – pondělí
 Venezuelský prezident Hugo Chávez oznámil, že jeho země vystupuje z Mezinárodního měnového fondu a Světové banky. Chávez tyto organizace obvinil z toho, že jsou zodpovědné za chudobu Latinské Ameriky.
 V Severním Irsku nabyl účinnosti zákon zakazující kouření v uzavřených veřejných prostorách. Podobný zákon platí v Irsku již tři roky.